# Chrysopa bulbosa
Chrysopa bulbosa is een insect uit de familie van de gaasvliegen (Chrysopidae), die tot de orde netvleugeligen (Neuroptera) behoort. 
Chrysopa bulbosa is voor het eerst wetenschappelijk beschreven door Navás in 1926.